# Skilift Frauenzell
Der Skilift in Frauenzell bildet eines von 33 Skigebieten in der Oberpfalz, Bayern. Er verbindet das Birkleitenbächleintal mit dem Ort Frauenzell in der Gemeinde Brennberg.

## Technische Daten
Die Talstation liegt auf 550, die Bergstation auf 652 Metern über Normalnull. Der Lift überwindet auf einer Länge von 200 Metern einen Höhenunterschied von 202 Metern. Die Kapazität beträgt 800 Personen / Stunde. Eine 400 Meter lange blaue Piste verbindet die Tal- und Bergstation.